# Filosofia no Caribe
A filosofia no Caribe, ou afro-caribenha, é parte de uma ampla tradição íntelectual caribenha, que remonta à influências formativas tanto Europeias quanto Africanas, e assume uma forma distintiva na segunda metade do século XIX. Essa filosofia tem se caracterizado por uma abordagem predominantemente poética e histórica à realidade social, por sua busca de reconstruir suas raízes africanas e pela engajamento na elaboração de projetos políticos alternativos. Assim, a filosofia no Caribe tem se desenvolvido prioritariamente nos campos da filosofia social e política.
Apesar da sua existência autônoma, e de seu valor reconhecido por muitos historiadores e pensadores contemporâneos, a filosofia caribenha tem permanecido marginal nos repertório institucionais da filosofia, uma dinâmica atribuída ao persistente viés eurocentrico do estudo da filosofia e da delimitações disciplinares que rejeitam as formas ensaístas e poéticas assumidas pelos pensadores do Caribe. Outra razão apontada para essa marginalização é a subestimação de genealogias não-ocidentais do pensamento crítico e filosófico,

## Lista de Filósofos Caribenhos
- Wilson Harris
- Édouard Glissant
- C. L. R. James
- Alain Ménil
- Frantz Fanon
- Sylvia Wynter
- Aimé Césaire
- Edward Blyden
- J. J. Thomas
- Marcus Garvey
- George Padmore
- Oliver Cox
- Wilson Harris